# Ölsäure
Ölsäure, auch Oleinsäure, ist der wichtigste Vertreter der einfach ungesättigten Fettsäuren (18:1). Ihr systematischer Name lautet (Z)-9-Octadecensäure und sie ist aufgrund der Lage ihrer Doppelbindung eine Omega-9-Fettsäure. Ein natürlich vorkommendes Isomer der Ölsäure ist die Petroselinsäure, das trans-Isomer wird als Elaidinsäure bezeichnet. Die Salze und Ester der Ölsäure nennt man Oleate.

Beispiel für ein Triglycerid, das reich an ungesättigten Fettsäure-Resten ist. Der blau markierte Fettsäure-Rest ist einfach ungesättigt und leitet sich von der Ölsäure ab, der grün markierte Linolsäure-Rest ist zweifach, der rot markierte Linolensäure-Rest ist dreifach ungesättigt. Die Kohlenstoff-Kohlenstoff-Doppelbindungen sind durchgängig cis-konfiguriert. Im Zentrum ist schwarz das dreifach acylierte Glycerin erkennbar. Öle enthalten einen höheren Anteil an essentiellen Fettsäure-Resten (= ungesättigte Fettsäure-Reste) als Fette.

## Vorkommen
Ölsäure kommt chemisch gebunden in Triglyceriden in fast allen natürlichen (pflanzlichen und tierischen) Ölen und Fetten vor. Sie ist die am häufigsten vorkommende Fettsäure im menschlichen Fettgewebe und nach der Palmitinsäure die zweithäufigste Fettsäure im menschlichen Gewebe insgesamt. Einen besonders hohen Anteil an veresterter Ölsäure besitzen z. B. Olivenöl (70–75 %),  Erdnussöl (50–70 %), Rapsöl (HEAR-Sorten 12–24 %, LEAR-Sorten 50–65 %), Avocadoöl (44–76 %), Gänsefett (41–72 %), Palmöl (37–42 %), Schweineschmalz (36–52 %), Sesamöl (35–46 %), Hammeltalg (31–56 %), Rindertalg (26–45 %), Sonnenblumenöl 
(14–65 %) und insbesondere sogenanntes High-Oleic-Sonnenblumenöl aus speziell gezüchteten Sorten mit 75–93 % Ölsäureanteil.
Diese natürlichen Fette und Öle enthalten allerdings keine freie Ölsäure, sondern sie liegt darin als Glycerinester vor.

## Gewinnung und Darstellung
Die Fettsäuren lassen sich durch alkalische Verseifung aus den entsprechenden Triacylglyceriden gewinnen, indem die entsprechenden Fette oder Öle mit Basen gekocht werden. Die Verseifung selbst liefert zunächst deren Salze. Die freien Fettsäuren werden durch Neutralisation mit (Mineral-)Säure erhalten. Da die natürlichen Fette und Öle stets viele unterschiedliche Fettsäuren enthalten, schließt sich in der Regel eine destillative Trennung des entstandenen Gemisches an.
Kommerziell wird Ölsäure über eine Hydrolyse und anschließende Kristallisation aus Talg gewonnen. Durch diesen Prozess können Konzentrationen von etwa 70 % gewonnen werden, die als Olein bezeichnet werden. Neben Ölsäure können in diesem Gemisch Palmitoleinsäure, Linolsäure und weitere ungesättigte und gesättigte Fettsäuren enthalten sein. Durch Hydrolysierung von sehr ölsäurereichen Pflanzenölen wie Olivenöl, Euphorbia lathyris oder High-Oleic-Sonnenblumen können Reinheiten von mehr als 90 % gewonnen werden.

## Eigenschaften

### Physikalische Eigenschaften
Reine Ölsäure ist eine farblose, ölige und fast geruchlose Flüssigkeit. Die molare Masse beträgt 282,46 g·mol−1 und die Dichte 0,89 g·cm−3 Sie hat einen Schmelzpunkt von 17 °C und einen Siedepunkt von 360 °C. Die Fettsäure ist unlöslich in Wasser, jedoch löslich in Methanol. Der Flammpunkt liegt bei 189 °C, die Zündtemperatur bei 250 °C.

### Chemische Eigenschaften
Ölsäure ist im Vergleich zu den mehrfach ungesättigten Fettsäuren (z. B. Linolensäure) nur wenig oxidationsempfindlich. Sie oxidiert langsam an der Luft unter Gelbfärbung, die auf die Bildung von Zerfallsprodukten zurückzuführen ist. Hauptangriffspunkt der Oxidation ist die C-C-Doppelbindung. Sie wird dabei besonders von Licht, Wärme oder gelösten Metallionen gefördert und verläuft hauptsächlich über radikalische Reaktionsmechanismen.
Wichtiger Zwischenschritt der Oxidation ist die Bildung von Hydroperoxiden (–OOH) beim Aufbrechen der C=C-Doppelbindung. Die funktionelle Gruppe (–OOH) bildet selbst ebenfalls Radikale und fördert so eine oxidative Kettenreaktion. Weiter können Hydroperoxide zu Ketonen zerfallen und, falls es auch zu einer Spaltung der einfachen C–C-Bindung kommt, auch zu Aldehyden oder Carbonsäuren.
Ölsäure und speziell ihre Salze sind amphiphil, das heißt, sie beinhalten sowohl einen polaren hydrophilen Teil (die Carboxygruppe) als auch einen unpolaren lipophilen Teil (die Kohlenwasserstoffkette).

### Nomenklatur

Ölsäure mit blau bzw. grün eingezeichneten Schlüsselpositionen

Ölsäure wird nach IUPAC mit „(Z)-9-Octadecensäure“ bezeichnet; hierbei erhält das Kohlenstoffatom der Carboxygruppe die Lokantenziffer 1 (Strukturbild links blaue 1), die Doppelbindung ist an Position 9 (blaue 9) und das Molekül besitzt (Z)-Konfiguration (siehe cis-trans-Isomerie). Daneben werden für die Nahrung relevante ungesättigte Fettsäuren zusätzlich mit einem Lipidnamen versehen, hier 18:1 (ω−9); dieser leitet sich von der Anzahl der Kohlenstoffatome und der Doppelbindungen ab (18:1) und gibt zusätzlich die Position der Doppelbindung, gezählt vom ω-Ende des Moleküls aus, an. In diesem Fall erhält das der Carboxygruppe entgegengesetzte Kohlenstoffatom die Position 1 oder ω (grüne Beschriftung); die Position der Doppelbindung ist zufällig identisch mit der IUPAC-Bezeichnung (blaue 9).

## Nachweis
Der Nachweis und die Gehaltsbestimmung von Ölsäure wie auch anderer Fettsäuren in Fetten wird in der Regel durch Gaschromatographie der Methylester durchgeführt; ergänzend kann eine Trennung der ungesättigten Isomere mit Silbernitrat-Dünnschichtchromatographie erfolgen.
Eine zweite, unspezifische Nachweismethode ist die Bromwasserprobe. Als Resultat hat man ein Verschwinden der Braunfärbung.

## Verwendung
Ölsäure wird als Bestandteil von Mischungen mit anderen Fettsäuren in veränderlichen Anteilen vor allem zur Herstellung von Seifen und Metallseifen sowie für die Tensidproduktion verwendet. Eine Verwendung als Schmälzmittel in der Textilindustrie ist belegt.